# Fellegvár (Brassó)
A brassói Fellegvár (románul: Cetățuia, németül: Schloß) a történelmi központtól északra emelkedő erdős Fellegvár-hegy vagy Márton-hegy (románul Strajă vagy Dealul Plăieșilor, németül Schloßberg vagy Martinsberg) tetején épült erőd. Eredeti célja az volt, hogy megakadályozza a brassói városerőd ágyúzását a környező magaslatokról.
Az épületegyüttes alapterülete megközelítőleg 80 x 100 méter, alaprajza enyhén szabálytalan négyszög, négy bástyája a négy égtáj felé mutat. Központi magja, egyben legrégebbi része egy patkó alakú torony, melyet 1524-ben emeltek; ehhez később három kisebb, bástyaszerű tornyot építettek. A külső erődövet 1630–1631-ben építették; sarkait négy olaszbástya védi, egyetlen kapuját pedig felvonóhíd segítségével tudták lezárni.
A 18–19. században Habsburg-csapatok állomásoztak benne; a várudvaron további épületeket emeltek (kaszárnya, raktárak, parancsnoki lak), mely következtében az eredeti vármag ma már csak nehezen azonosítható. Védelmi feladatot utoljára 1849-ben látott el. A domboldalban a 20. század elején előkelő villák épültek; a domb egy részét parkerdő borítja, melyet sétányok szelnek át.

## Története

### Építésének szakaszai
A haditechnika fejlődésének köszönhetően a 15–16. századok fordulóján már fennállt annak a veszélye, hogy a környéki magaslatokra telepített tüzérség kárt tesz a völgyben elhelyezkedő brassói városerődben. A városfalak és az előttük húzódó országút védelmére 1524-ben egy patkótornyot emeltek a városerődtől északra elhelyezkedő Márton-hegy nevű márgadombon (amely a Szent Márton-templomról kapta nevét – később főként Fellegvár-hegyként említik), mely 64 méterrel emelkedik a város fölé. Egyes források szerint már korábban is állt itt egy fából ácsolt erődítmény, melyet Petru Rareș csapatai feldúltak, azonban ez helytelen állítás: a Petru Rareș által felgyújtott fa erőd a Fortyogó-hegyen (Gesprengberg) volt, a Márton-hegyen pedig nincs nyoma korábbi építményeknek.
A 16. század közepén Giovanni Battista Castaldo, I. Ferdinánd katonai helytartója Erdély határainak és városainak megerősítését szorgalmazta a török fenyegetettség miatt, bár a tervezett erődítmények legtöbbje pénzügyi okok miatt végül nem készült el. Ekkor bővítették ki a Brassót védő Márton-hegyi patkótornyot három kisebb, bástyaszerű torony építésével. A terveket valószínűleg Alessandro da Urbino itáliai származású építész dolgozta ki, az építkezés 1552 tavaszától 1553 késő őszéig tartott, és vélhetően földtöltést és árkot is létesítettek az erőd körül. Egyes történészek szerint egy félkör alakú külső kőfal is védte az erődítményt. Benkő József szerint a keleti kereskedők a vár földalatti helyiségeiben őrizték értéktárgyaikat.
1611-ben, az erdélyi belháború időszakában egy külső földsánccal és vizesárokkal vették körül a várat, Báthory Gábor pedig sikertelenül ostromolta. 1618 októberében tűz ütött ki az erődben az őr hanyagsága miatt, elpusztítva a belső faállványzatot. A károk kijavítása 1625-ben fejeződött be. A patkótornyon kívül 1623-ban, Johann Chrestels bíró idején, 25 méter mély kutat ástak; 1631-ben 81 méteresre mélyítették és faépítménnyel vették körül (ez a kút ma már nincs meg).
1630 áprilisában kezdték a külső, bástyákkal és kapuval ellátott överőd kiépítését. Az alap kiásása után, júniusban a kőművesek is munkához láttak, szeptember végén pedig már állt az északi bástya. A második bástyát októberben kezdték építeni, azonban a munka télen szünetelt, így csak tavasszal fejezték be. 1631 augusztusában elkészült a harmadik, év végéig pedig a negyedik bástya, a kapu, és a kapu fölötti őrszoba. A vár tervezője és a munkálatok irányítója ismeretlen; egyes vélemények szerint Johannes Landi sienai építész nevéhez köthető.

### Osztrák kaszárnyaként
Az 1688-as fogarasi nyilatkozat értelmében Erdélyben véget ért a török fennhatóság, helyét átvette a Habsburg-uralom. Brassó városa azonban ellenszegült; a polgárok egy része fellázadt az osztrák uralom ellen, foglyul ejtették Michael Filstich városbírót, a tanácsosokat és a tisztviselőket, és elfoglalták a Fellegvárat. A Veterani vezetésével érkező császári csapatok hamar megadásra kényszerítették a lázadókat, majd kárpótlás fizetése nélkül kisajátították a várat, kinevezték az osztrák helyőrség szállásának, és a városerőd összes fegyverét és lőszerét ide hordták. A vár körüli szőlőket és gyümölcsösöket kiirtották, és további külső védműveket építettek. 1689. szeptember 19-én a lázadók vezetőit, akik nem akarták átadni a várat, Kaspar Kreisch aranyművest, Stephan Beer vargát, Stephan Steiner süvegest, Jakob Gaizer vargát és Andreas Lang mészárost a város piacterén lenyakazták. 1690 augusztusában Thököly Imre ostromolta a várat, melyet a császáriak védtek, de végül a brassói polgárok kérésére felhagyott a támadással. 1699-ben szóba került a középkorias vármag lebontása, azonban ez elmaradt. 1704-ben a kurucok támadása miatt a várból az északi kapuig vezető utat cölöpökkel erősítették meg.
A Fellegvár (és a városerőd is) ekkoriban már idejétmúlt volt, de az általa nyújtott biztonságérzet miatt a városiak továbbra is ragaszkodtak hozzá. Az orosz–osztrák–török háború alkalmával ismételten megerősítették a védműveket, azonban ezután a magas fenntartási költségek miatt a város Mária Teréziának ajándékozta a várat. 1773-ban II. József elrendelte kijavítását és felújítását, előtérbe helyezve a védők elszállásolását. A 18. század végén börtönt is létesítettek a várban, ahova az osztrák–török háború török foglyait zárták.
A 19. századra a vár elveszítette katonai funkcióját, viszont továbbra is a Habsburg-uralom szimbóluma volt, és hathatós eszköz a városi zavargások visszaszorításában. Emellett a brassóiak kiránduló- és szórakozóhelyévé vált; sörözőt is üzemeltettek falai között, mely igen népszerű volt a városiak körében.
A Fellegvárhoz kapcsolható az 1848–49-es forradalom és szabadságharc egyik mozzanata, mikor is kétszáz honvéd védte az erődítményt Lüders több tízezer fős orosz serege ellen. A szabadságharc leverésére behívott oroszok 1849. június 20-án törték át a Tömösi-szoros védelmét, majd Brassó felé nyomultak. Brassó ekkor már a császáriak pártjára állt, a városban állomásozó 86. magyar honvédzászlóalj két százada pedig a Fellegvárba vonult, mert azt remélték, hogy hamarosan felszabadító magyar seregek érkeznek. A fellegvár térparancsnoka Jan Szydłowski lengyel származású százados volt, a védelem megszervezésében Tóth Sámuel századosé volt a fő szerep. Négy (más forrás szerint hat) ágyújukkal két napon át tartották az erődöt, majd miután lőszereik elfogytak, a várt segítség pedig nem érkezett, június 22-én feladták a várat. Az oroszoktól szabad elvonulást és ellátást kaptak, azonban a visszatérő osztrákok bebörtönözték a várvédőket, egyeseket az osztrák hadseregbe soroztak be. George Bariț beszámolója szerint a Fellegvár ostroma alatt a brassói polgárok kitódultak a városfalak elé és látványosság gyanánt nézték az ostromot, míg egy lövedék vissza nem űzte őket a falak mögé.
Az ostromot követő javítási munkálatok során hozták létre a belső várudvar ciszternáját, mely a régi kutat helyettesítette (ennek alkalmából a torony alsó szintjét feltöltötték).

### A 20. századtól
Az első világháborúban, a Brassó 1916-os román megszállását követő harcokban a Fellegvár magaslata stratégiai szerepet töltött be. Az október 8-ai döntő csatában az 51. honvéd hadosztály balszárnya a Fortyogó-hegyig majd a Fellegvárig nyomult előre Hausmanninger Károly alezredes vezetése alatt, és súlyos harcok árán délutánra elfoglalták a magaslatot, ahonnan géppuskával lőtték a Bolonyában és a vasútállomásnál felfejlődő román zászlóaljakat. Ez nagyban befolyásolta a csata kimenetelét, és a németek és a magyarok estére visszavonulásra kényszerítették a románokat, felszabadítva Brassót.
A világháború után Erdély Románia része lett. A Fellegvárat többek között börtönként használták: 1919-ben a románok ide internálták a Székely Hadosztály mintegy hatszáz tisztjét, közöttük Kratochvil Károlyt, Márton Áront, és Sebestyén Józsefet.
A város 1932-ben II. Károly román királynak ajándékozta a várat. Az 1948-as kommunista kisajátítás után a Securitate börtöneként, majd 1954–1975 között a megyei levéltár raktáraként szolgált. Ezután felújították, majd 1981-ben az állami turisztikai hivatal (ONT) középkori hangulatú étterem-komplexumot rendezett be a várban. Ugyanekkor hozták létre a várat megkerülő kövezett sétányokat, padokat, és a közvilágítást.
A kommunizmus bukása után, 1990-ben a Fellegvárat az ONT privatizációja következtében létrejött Postăvarul (2000-től Aro Palace) részvénytársaság szerezte meg. 2015-ben jogi huzavona kezdődött a részvénytársaság és a brassói városháza között a vár tulajdonjogát illetően. Ennek következményeként a vár belseje 2015 óta nem látogatható, az étterem megszűnt, a várfalak romos állapotba kerültek. Az eljárás végül 2022 novemberében fejeződött be, mikor a Legfelsőbb Ítélőszék a román államnak ítélte a műemléket.
2014-ben emléktáblát helyeztek el a várfalon az 1849-es szabadságharcosok tiszteletére. Az épület értékét 2021-ben 3,3 millió euróra becsülték.

## Leírása
A külső várfal enyhén szabálytalan négyzet alaprajzú, alapterülete megközelítőleg 80 x 100 méter, a falak magasságát három-négy ölre (5,5–7,3 m) becsülték. Négy sarkát kisméretű, pártázatos falkoronájú olaszbástyák védik (15–20 méter közötti homlokfalak), csúcsukon henger alakú őrtornyok magasodnak. Az északi bástya homlokzatán két tábla van, egyiken Brassó címere látható, a másikon a bástya építésének dátumát és a városbíró személyét (Christianus Hirscher) megemlítő latin szöveg áll. Az egykoron felvonóhíddal ellátott kapu a déli falba épült, Karolina királyné 1817-es látogatásának emlékére a Karolinenthor nevet viseli. A kapu fölött az 1580-as évszám olvasható, azonban ez történelmileg nem hiteles (az överőd és a kapu 1630–1631-ben épült).
A várfalak belső falához számos kisebb épület csatlakozik, melyeket a Habsburg-helyőrség építtetett és használt. A várudvar közepén emelkedő épületegyüttes szolgált a császári katonák lakhelyeként és raktáraként, központjában a belső patkótorony áll. A patkótorony udvarának közepén egy díszkút van, melynek előzménye a 19. századi ciszterna.

### Környéke
A falakon kívül a 19. században megemlítettek egy lőporraktárként szolgáló egykori katolikus kápolnát, és egy földalatti alagút bejáratát, melyen keresztül állítólag a régi városházáig lehetett eljutni.
A vártól kis távolságra északra, az erdőben egy kőtömb található, amelynek latin felirata (Operatio Astro. Trigo. pro mensura gradus Europaei 1883–1885) a Nemzetközi Meridián Konferencia alkalmából történt európai meridiánok mérésének állít emléket, melyek egyike itt haladt át. A kőtömb eredetileg egy téglatalapzaton állt, ez mára elpusztult.

## Képek

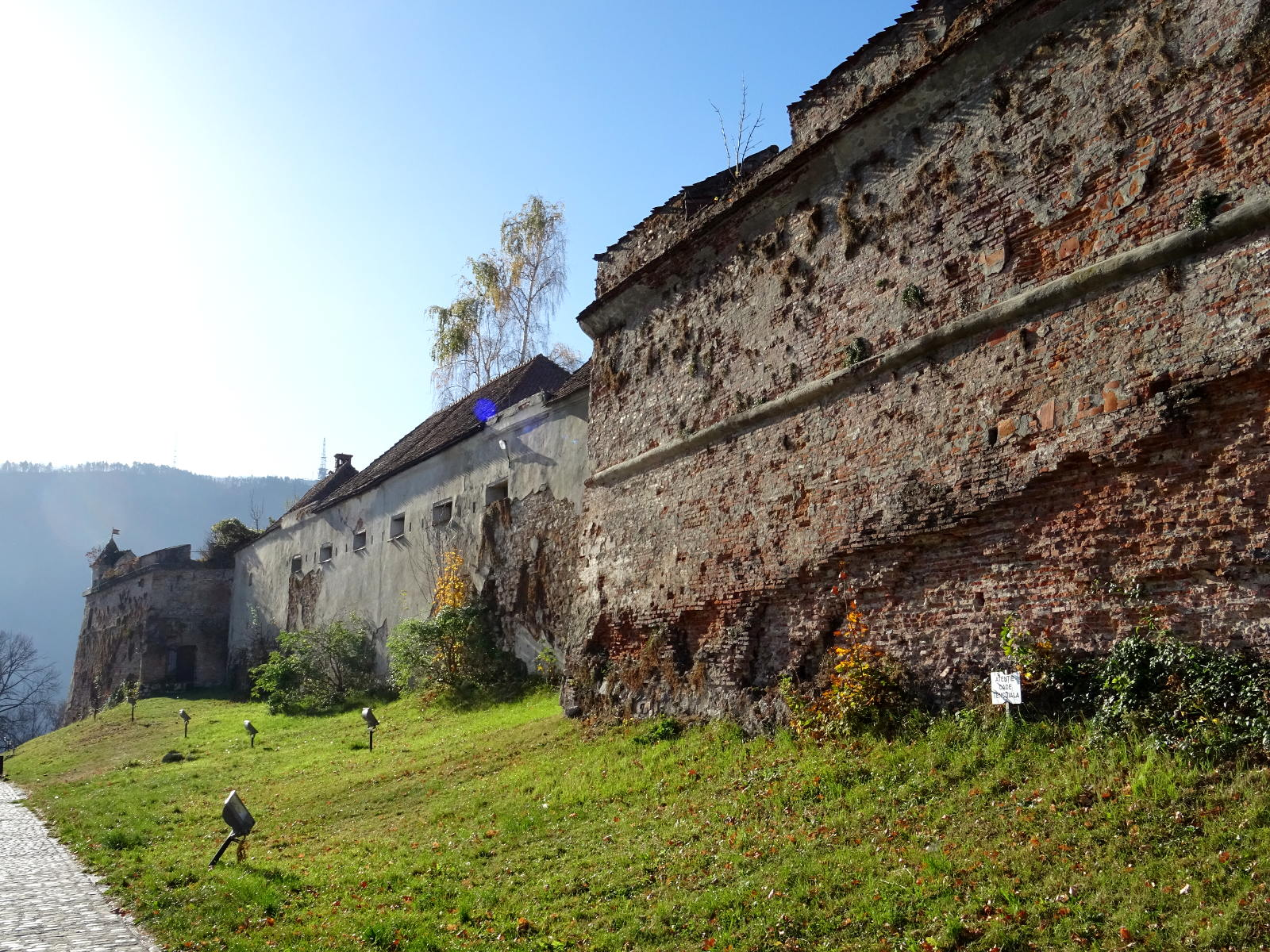
A keleti fal
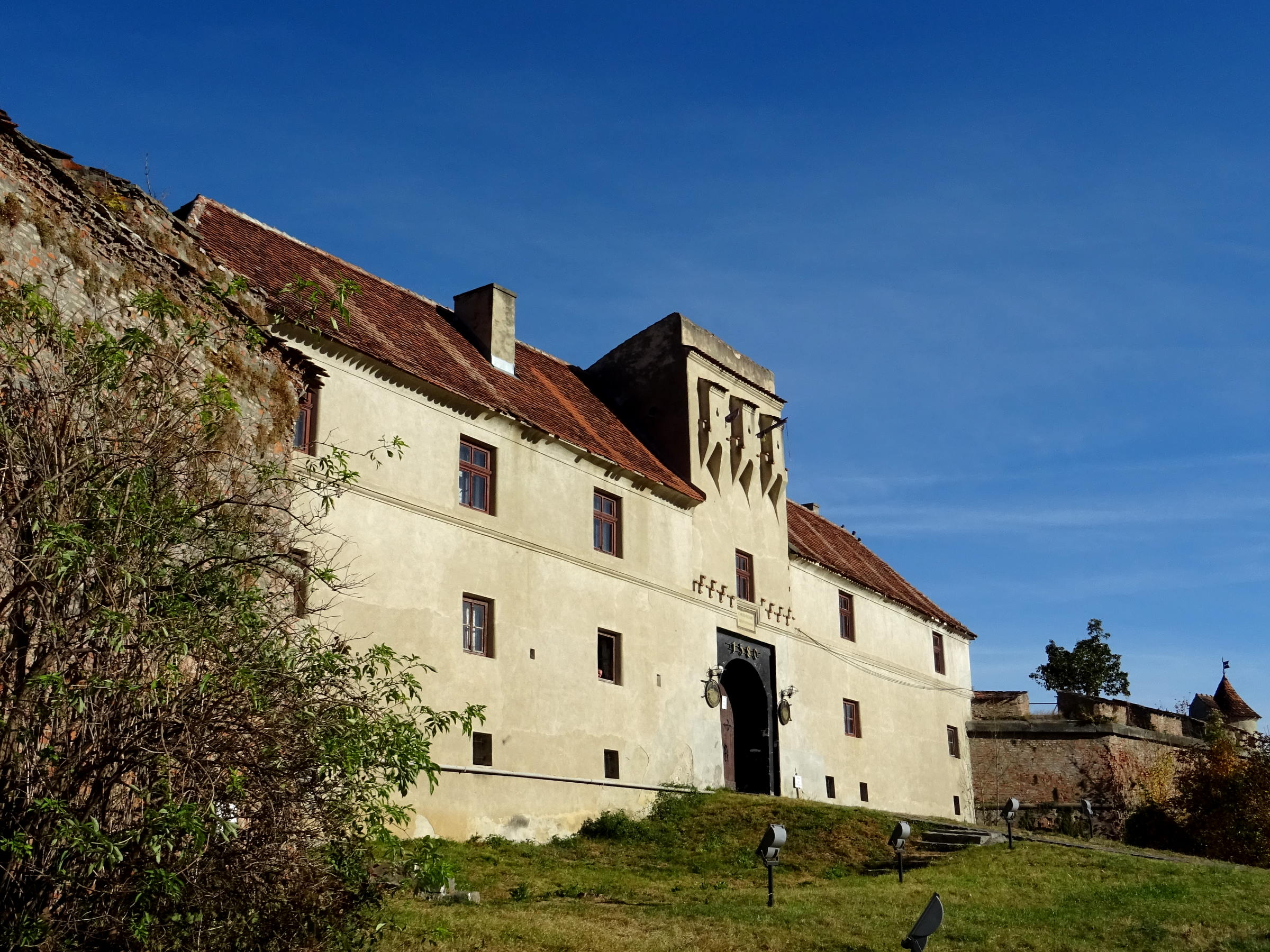
A déli fal és a Karolina-kapu
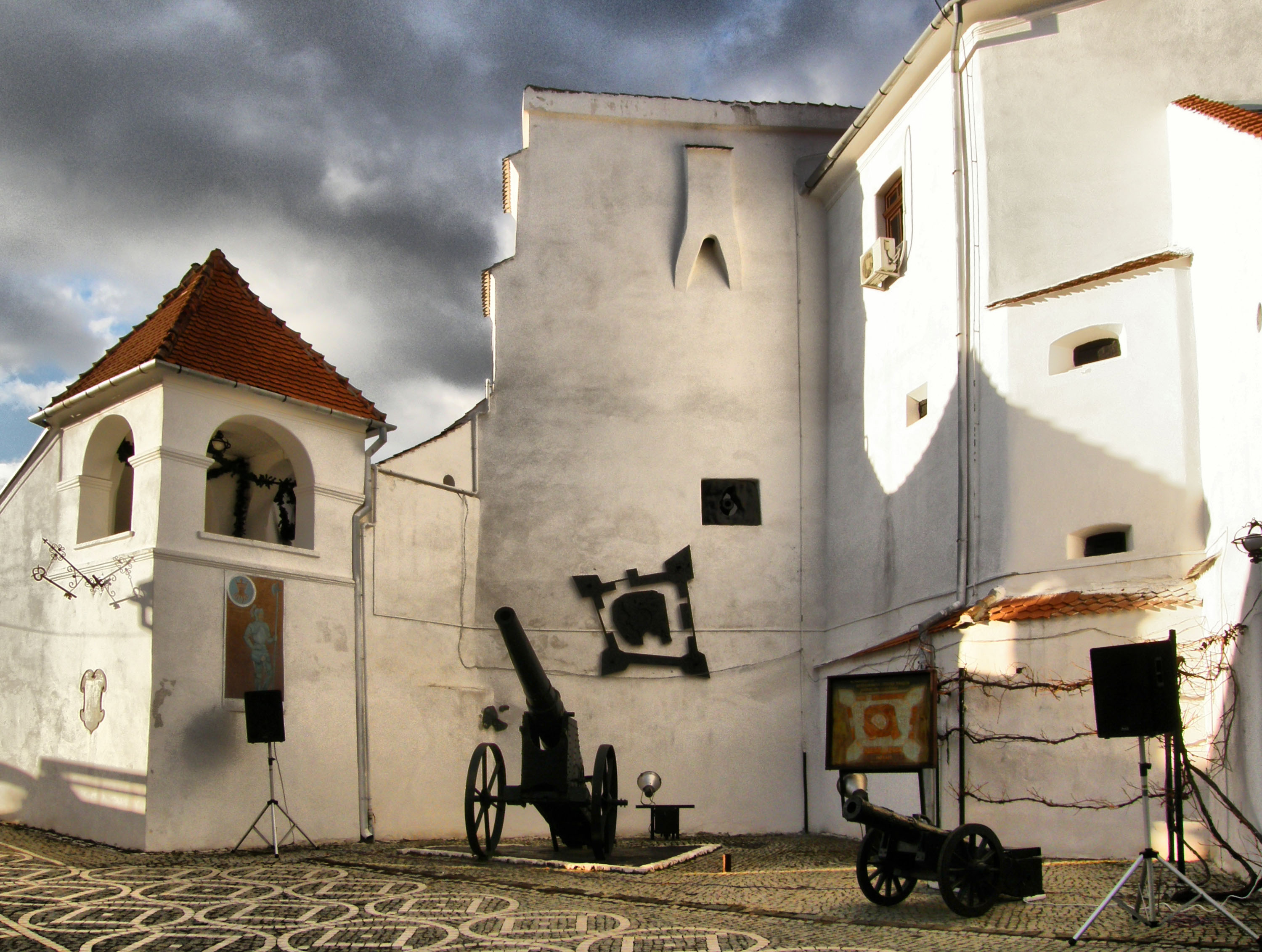
Várudvar
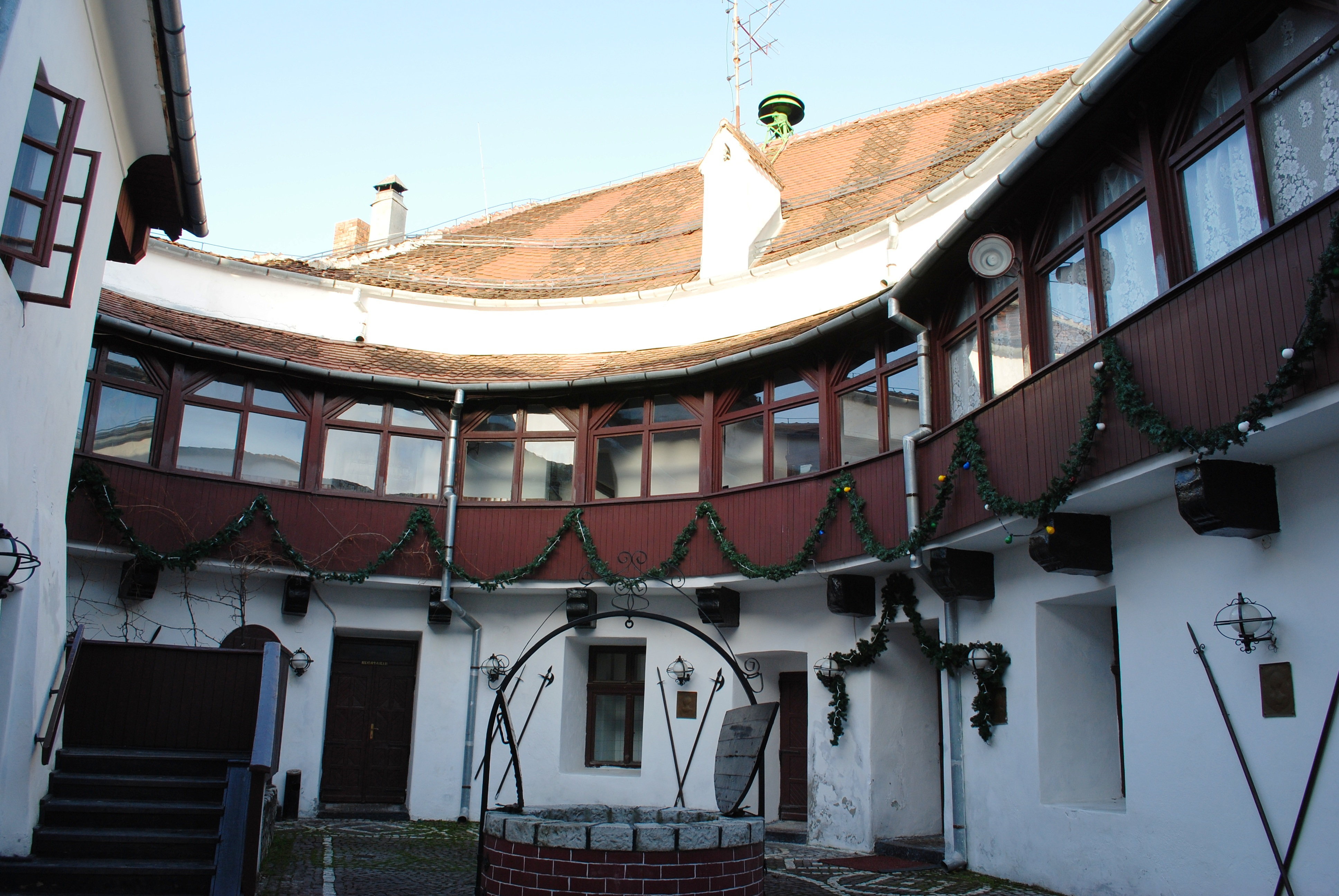
A belső várudvar a díszkúttal
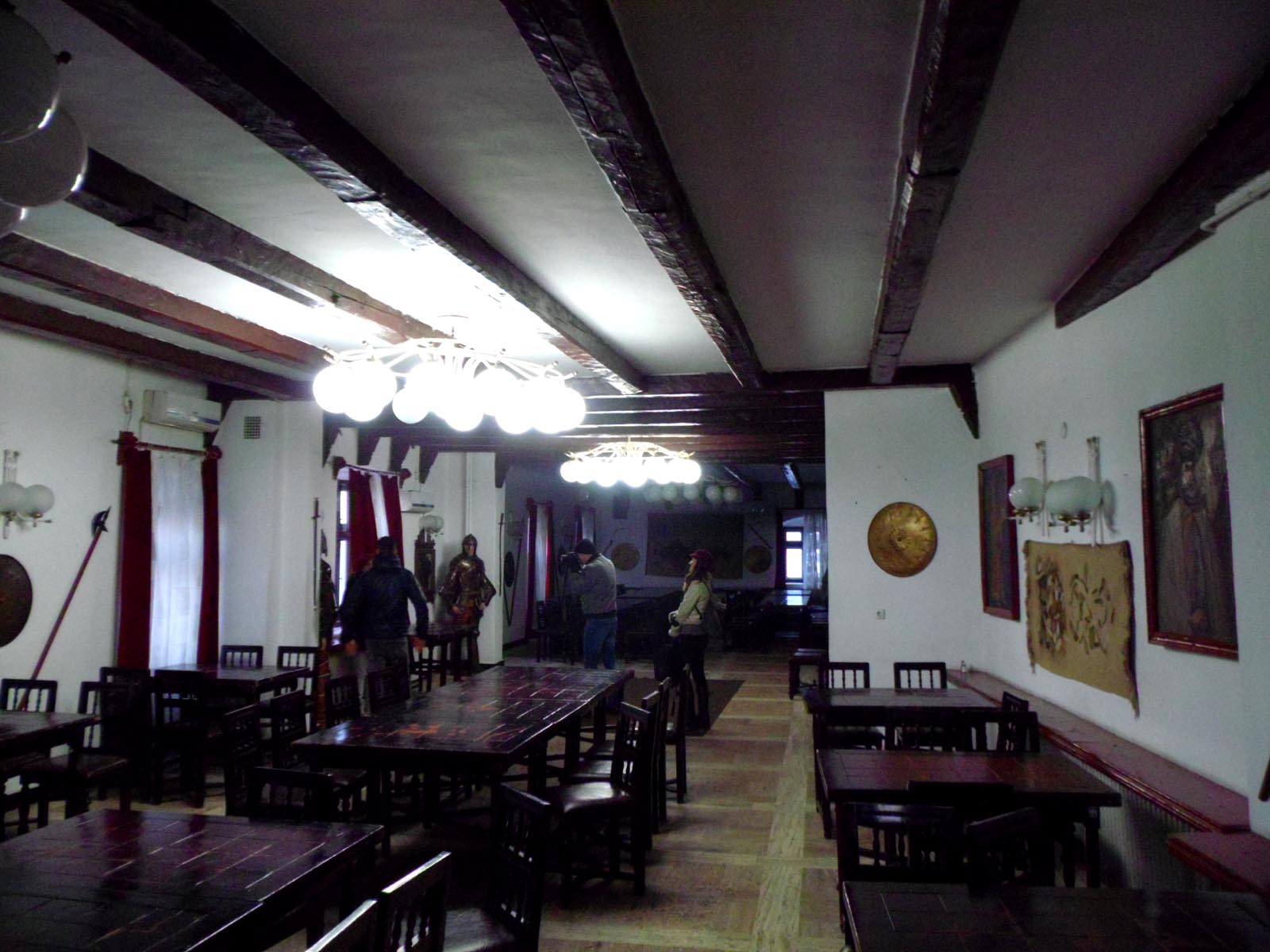
Étteremként szolgáló helyiség